# Serpula sinica
Serpula sinica är en ringmaskart som beskrevs av Wu och Chen 1979. Serpula sinica ingår i släktet Serpula och familjen Serpulidae. Inga underarter finns listade i Catalogue of Life.